# Rautjärvi (sjö i Södra Savolax)
Rautjärvi är en sjö i Finland. Den ligger i kommunen Jockas i den ekonomiska regionen  Pieksämäki ekonomiska region  och landskapet Södra Savolax, i den södra delen av landet, 230 km nordost om huvudstaden Helsingfors. Rautjärvi ligger 83,5 meter över havet. Den är 15 meter djup. Arean är 8,41 kvadratkilometer och strandlinjen är 81,36 kilometer lång. Sjön  ingår i Vuoksens huvudavrinningsområde.   I omgivningarna runt Rautjärvi växer i huvudsak barrskog. Den sträcker sig 5,0 kilometer i nord-sydlig riktning, och 5,6 kilometer i öst-västlig riktning.
I övrigt finns följande i Rautjärvi:
- Lamperinsaari (en ö)
- Vääräsaari (en ö)
- Kaskiensaari (en ö)
- Naurissaari (en ö)
- Sepitsaari (en ö)
- Hietasaari (en ö)
- Ristosaari (en ö)
- Nuottasaari (en ö)
- Hanhisaari (en ö)
- Syöpelsaari (en ö)
- Korkeasaari (en ö)
- Marsaari (en ö)
- Sikosaari (en ö)
- Romusaari (en ö)
- Huudonsaari (en ö)
- Ruumissaari (en ö)
- Salakkasaari (en ö)